# Dichocarpum nipponicum
Dichocarpum nipponicum är en ranunkelväxtart som först beskrevs av Adrien René Franchet, och fick sitt nu gällande namn av Wen Tsai Wang och Hsiao. Dichocarpum nipponicum ingår i släktet Dichocarpum och familjen ranunkelväxter. Inga underarter finns listade i Catalogue of Life.